# Hessischer Journalistenpreis
Mit dem mit insgesamt 12.000 Euro dotierten Hessischen Journalistenpreis sollen Publizisten ausgezeichnet werden, die sich um die Stärkung der Identität Hessens bemühen. Er wurde im Jahr 2006 von der Sparda-Bank Hessen und dem Deutschen Journalisten-Verband Hessen ins Leben gerufen. In der Jury war unter anderem Ulrich Kienzle.

## Preisträger
- 2006: Erster Preisträger war Hans Riebsamen für seinen Artikel „Böse Worte, gute Erfahrungen im einst bitterarmen Land“, der in der Frankfurter Allgemeinen Zeitung erschien.
- 2007: „Gute Worte für hessische Persönlichkeiten“ war das Motto des Wettbewerbs. Erste Preisträgerin war Yvonne Koch, die für Hörbeiträge über Wolf Schmidt, Ernst May und Johann Christian Senckenberg, gesendet im Hessischen Rundfunk, prämiert wurde. Weitere Preisträgerinnen waren Gabriele Bock für den im hr-fernsehen gesendeten Beitrag „Margarete Mitscherlich wird 90“ und Caren Birgit Langer für „Gemüse, gefälschte Pässe und Zyankali“, veröffentlicht in Frankfurter Allgemeinen Zeitung.
- 2008: Erster Preisträger des Wettbewerbs unter dem Motto „Auf Reisen durch die Region“ war Jörg Stephan Carl, der für den Artikel „Vom Mähren und Mehren“, erschienen in der Hessischen/Niedersächsischen Allgemeinen, ausgezeichnet wurde. Als weitere Preisträger wurden Jan Grossarth („Das ist Freiheit“/Frankfurter Allgemeine Zeitung), Thomas Klein („Schaurig ist das falsche Wort“/Frankfurter Allgemeine Zeitung), Tobias Lübben („Die große Apfelweinshow“/Hessischer Rundfunk) und Barbara Petermann („Das Klostercafé“/HR-Fernsehen)
- 2009: Das Motto lautete „Hessische Verhältnisse kommen zur Sprache“. Den Hauptpreis gewann der TAZ-Reporter Georg Löwisch für ein Porträt des SPD-Politikers Thorsten Schäfer-Gümbel unter dem Titel „Der Gewinner“. Weitere Preisträger waren Joachim Wille („Hessisches Staatstheater“/Frankfurter Rundschau), Matthias Thieme für Artikelserien über den Frankfurter Flughafen und den CDU-Politiker Volker Hoff (Frankfurter Rundschau), Dirk Wagner („Das Match um die Macht“/Hessischer Rundfunk) und Philipp Engel („Hessische Verhältnisse“/ARD)
- 2010: Thema war das „Kulturland Hessen“. Den Hauptpreis gewann Alex Westhoff für ein Porträt des Autokino Gravenbruch, das in der Frankfurter Allgemeinen Sonntagszeitung erschienen war. Weiterhin wurden Friedemann Kohler („Im Chor verschmelzen Individuen – Es klingt nur zusammen“/Deutsche Presse-Agentur)[1] und Annette Hausmanns („Streiflichter aus 100 Jahren Jugendstiltheater Bad Nauheim“/Wetterauer Zeitung) für ihre Artikel ausgezeichnet. Der erstmals vergebene Preis in der Kategorie Fotografie ging an Hanna Cosse und Jan Baetz von der Hessischen/Niedersächsischen Allgemeinen für ihre Aufnahmen zum Thema „Eine virtuelle Reise durch das alte Kassel vor der Zerstörung am 22. Oktober 1943“. Den ebenfalls erstmals verliehenen Ehrenpreis für das bisherige Lebenswerk erhielt der Börsenexperte Frank Lehmann.
- 2011: „Hessen bilden – heißt Zukunft gestalten“ lautete das Motto. Erste Preisträgerin war Mona Jaeger für den Artikel „Jedes Schuljahr kann das letzte sein“, veröffentlicht in der Frankfurter Allgemeinen Zeitung. Weitere Preise erhielten Gaby Buschlinger („Frau Herber, du, guck mal“/Frankfurter Rundschau), Eva Keller („Eine Klasse, alle Klassen“/Menschen – das Magazin) und Matthias Trautsch für eine Serie über Schulbesuche (Frankfurter Allgemeine Zeitung). In der Kategorie Fotografie wurde Uwe Dettmar von der Goethe-Universität Frankfurt ausgezeichnet. Den Ehrenpreis für das bisherige Lebenswerk erhielt Focus-Chefredakteur Helmut Markwort.
- 2012: Die Preisverleihung zum Wettbewerb mit dem Motto „Fußball-Land Hessen“ fand im Stadion am Bieberer Berg in Offenbach statt. Die Preise in der Kategorie Print gingen an Thorsten Gütling für seine Beiträge „Im Bus den Bayern hinterher“ und „Humba, Humba in Marseille“, erschienen im Weilburger Tageblatt, an Olaf Streubig („Rote Karte für die Gewalt“/Wiesbadener Kurier) und an Stefan Weisbrod („Wo Middlehessian und die Elfmeterbeinküste aufeinander treffen“/Oberhessische Presse). In der Kategorie Fotografie wurde André Bethke vom Weilburger Tageblatt für das Bild „Teenage Torjubel“ geehrt, ein Sonderpreis ging an Florian Hagemann und Marcus Janz („Pokalschlager Kassel gegen Offenbach: Der große Vergleich der Städte“/Hessische/Niedersächsische Allgemeine). Mit dem Ehrenpreis für sein bisheriges Lebenswerk wurde der ehemalige ZDF-Sportmoderator Dieter Kürten geehrt.
- 2014: Ausgezeichnet wurde Holger Weinert mit einem Preis für das bisherige Lebenswerk.[2]
- 2016: Ausgezeichnet wurde Werner D’Inka mit einem Preis für das bisherige Lebenswerk.[3]
- 2017: Der Wettbewerb stand unter dem Motto „Stadt/Land in Hessen – Herausforderungen unterschiedlicher Entwicklungen“. Julian Staib erhielt den ersten Preis für seinen in der Frankfurter Allgemeinen Zeitung erschienenen Artikel Die neue Stadt. Der zweite Preis ging gemeinsam an Timo Lindemann, Martina Rathke und Sandra Trauner von der Deutschen Presseagentur für ihre Reportage Stadt, Land, Fluss – Zwischen City-Sound und Blätterrauschen[1], der dritte Preis wurde Birgit Reuthe für ihre Artikel Einsatz für ein lebendiges Dorf und Grün oder Grau, erschienen im Odenwälder Echo, zuteil. Einen Sonderpreis für ihre Serie Gießen – eine Stadt entwickelt sich! erhielten 14  Journalisten des Gießener Anzeigers. Dem Hörfunkmoderator Werner Reinke wurde der Ehrenpreis für sein bisheriges journalistisches Lebenswerk verliehen.[4]
- 2018: Der Wettbewerb stand unter dem Moto „Wohnen in Hessen – zwischen Wohnungsnot und Leerstand“. Den ersten Preis erhielt Theresa Weiß für ihre Serie Reihenhaus? Nein danke in der Frankfurter Allgemeinen Sonntagszeitung. Den zweiten Platz erhielt Alexandra Welsch für die Serie Die Lage auf dem Wohnungsmarkt in Darmstadt im Darmstädter Echo. Der dritte Preis ging an Christoph Scheffer für seinen Beitrag Wie viele Quadratmeter braucht der Mensch? Bezahlbar Wohnen im Tiny House und ‚Cubity‘ Frankfurt in hr-iNFO. Der Sonderpreis ging an Journalisten des Gießener Anzeigers, die ein Jahr in verschiedenen Artikeln das Leben auf dem Land thematisierte. Helmut Reitze, ehemaliger Intendant des Hessischen Rundfunks, wurde für sein bisheriges Lebenswerk geehrt.
- 2019: Der Wettbewerb stand unter dem Motto „Soziale Nachhaltigkeit in Hessen“. Der erste Preis ging an Silvia Dahlkamp für ihre Reportage Unser Dorf soll weiterleben in der Zeitschrift G+G Gesundheit und Gesellschaft. Den zweiten Preis bekamen Christiane Kreiner und Karoline Sinur für das Multimedia-Special Odenwälder Köpfe in hr2-kultur. Constanze Kleis bekam den dritten Preis für ihre Reportage Die blühende Stadt im Magazin MAINfeeling. Der Sonderpreis ging an Sabrina Dämon für ihre Serie Unter einem Dach in der Wetterauer Zeitung. Bascha Mika, Chefredakteurin der Frankfurter Rundschau, wurde für ihr bisheriges Lebenswerk geehrt.
- 2020: Der Wettbewerb stand unter dem Motto „Klimawandel in Hessen“. Der erste Preis ging an Lea Marie Kläsener für ihre Serie Klimawandel in der Region in der Fuldaer Zeitung. Den zweiten Preis bekamen Daniel Hoh und Holger Barthel für ihre Beitragsreihe Klimawandel in Hessen – was uns der Hitzesommer kostet im hr-fernsehen. Egon Koch bekam den dritten Preis für sein Feature Natur und Mensch im Dauerstress – Wie reagieren auf den Klimawandel? auf hr2-kultur. Der Sonderpreis ging an Thomas Stillbauer für die Klimawette der FR. Hans-Dieter Hillmoth, ehemaliger Geschäftsführer der Radio/Tele FFH, wurde für sein bisheriges Lebenswerk geehrt.
- 2021: Der Wettbewerb stand unter dem Motto „Pandemiebewältigung in Hessen“. Der erste Preis ging an Anna-Sophia Lang für ihren Artikel Justiz an der Corona-Front in der F.A.Z. Den zweiten Preis bekamen Peter Hanack und sein Team für die Serie Corona. Was kommt, was bleibt? in der Frankfurter Rundschau. Petra Boberg und Christine Rütten bekamen den dritten Preis für ihre Dokureihe Am Limit?! Jetzt reden WIR! in der ARD Mediathek. Hans Sarkowicz, ehemaliger Programmleiter von hr2-kultur, wurde für sein bisheriges Lebenswerk geehrt.
- 2022: Der Wettbewerb stand unter dem Thema „Kriegsfolgen“. Der erste Preis ging an Diana Deutschle für ihren Film „Geboren im Krieg – ein Wunschkind aus Kiew“, erschienen im hr.[5] Platz 2 belegte der Beitrag „Leere Teller“ von Theresa Weiß, veröffentlicht in der Frankfurter Allgemeinen Zeitung. Platz 3 ging an Kathrin Rosendorff von der Frankfurter Rundschau für ihren Artikel „Ich habe die Flucht auf mich genommen, um meine Familie zu retten“.[6][7][8][9] Den Sonderpreis sicherte sich Yvonne Backhaus-Arnold vom Hanauer Anzeiger für ihre beiden Beiträge „Angekommen – und dankbar“ sowie „Ein neues Zuhause“.[10] Den Ehrenpreis für sein bisheriges Lebenswerk erhielt Stefan Schröder, ehemaliger Chefredakteur von VRM-Medien.[11][12][13][14]
- 2023: Der 18. Hessische Journalistenpreis war dem Thema „Nachhaltig leben und arbeiten in Hessen“ gewidmet. Der erste Preis ging an Stephanie Krüger und Maren Winter vom Hessischen Rundfunk für ihre Dreiteilige Dokumentation „Challenge Nachhaltigkeit“, veröffentlicht am 29. September 2022 im hr-Fernsehen und in der Mediathek.[15] Der zweite Preis ging an Jens Giesel, Dana Hajek und Oliver Schlömer von der Frankfurter Allgemeinen Zeitung für ihren Beitrag „Energiewende in Hessen. Wohin mit all den Windrädern?“, veröffentlicht am 8. Juli 2022 auf faz.net. Der dritte Preis erhielt Johannes Pennekamp von der Frankfurter Allgemeinen Zeitung für ihren Artikel „Der Metzger und der Missionar“, veröffentlicht am 22. April 2022 in der Frankfurter Allgemeinen Zeitung.[16] Den Ehrenpreis für sein bisherige Lebenswerk erhielt Joachim Wille ging, Autor der Frankfurter Rundschau und Chefredakteur von klimareporter.de.[17]

## Weblink
- Hessischer Journalistenpreis